# Friedrich Hugo Werner
Friedrich Hugo Werner (* 23. Mai 1815 in Neisse; † 24. Dezember 1906) war ein deutscher Reichsgerichtsrat.

## Leben
Werner wurde 1837 auf den preußischen Landesherrn vereidigt. 1850 wurde er Kreisrichter. 1858 wurde er zum Kreisgerichtsrat ernannt. 1860 wurde er zum Appellationsgerichtsrat in Posen befördert. 1861 versetzte man ihn nach Ratibor. 1868 wurde er Hilfsrichter beim Obertribunal. Obertribunalsrat wurde er 1870. 1879 kam er an das neugegründete Reichsgericht. Er war als Richter im V. Zivilsenat tätig. Er trat 1885 in den Ruhestand.
Als Student war er seit 1844 Mitglied des Corps Hassia in Marburg.